# Российский еврейский молодёжный конгресс
Российский еврейский молодёжный конгресс (РЕМК) – крупнейшая общероссийская еврейская молодёжная общественная организация, созданная по инициативе молодёжных лидеров общин.
 На данный момент в составе организации насчитывается около двух тысяч членов в 46 регионах России.

## Создание организации
Решение о создании организации было принято 15 апреля 2010 года на Всероссийской конференции «Роль молодёжи в развитии еврейской общины». В конференции участвовали молодёжные лидеры из 46 еврейских общин. Делегаты обсудили и приняли Устав ОМО «РЕМК», Резолюцию Конференции, избрали Президента, Президиум и ревизионную комиссию ОМО РЕМК. Президентом ОМО РЕМК стал Председатель Ульяновской еврейской общины, Председатель Ульяновской еврейской национально-культурной автономии Игорь Дабакаров, вице-президентом – Сергей Вакуленко.

## Цели и задачи
В качестве миссии для ОМО РЕМК установлено "объединение еврейской молодёжи - настоящего и будущего еврейской общины России, развитие сети национальных клубов и поддержка постоянной взаимосвязи между ними". Целевой аудиторией ОМО РЕМК является еврейская молодёжь в возрасте от 16 до 30 лет.

### Цели
Целями РЕМК являются: создание условий, способствующих росту национального самосознания, воспитанию глубоких интересов к национальным традициям, национальной культуре, искусству, социальной активности; популяризация еврейского образа жизни, самобытности, семейных ценностей; полноценная социализация еврейской молодёжи в современном российском обществе; создание в обществе положительного образа еврейской организации, общины.

### Задачи
Задачами РЕМК являются: взаимодействие с государственными органами России, частными фондами, общественными и некоммерческими организациями; проведение волонтёрских проектов, проектов «диалога поколений»; подготовка профессиональных молодёжных лидеров еврейских общин; реализация значимых общинных и молодёжных проектов, национальных праздников; поддержка и продвижение молодёжных инициатив в области научных разработок, бизнес идей и творческих начинаний; трудоустройство еврейской молодёжи; реализация проектов, направленных на укрепление толерантности и межнациональных связей, развитие демократических институтов общества; проведение проектов еврейской культуры, искусства и традиционного образования; создание единой всероссийской базы данных РЕМК; организация досуга, спортивных и развлекательных мероприятий, семинаров; создание сайта, собственного печатного органа и освещение деятельности РЕМК в других СМИ; развитие международных контактов.

## Руководство РЕМК
Президентом РЕМК с 15 апреля 2010 года по настоящий день является Игорь Дабакаров. В Президиум входят: Клоц Юрий Григорьевич, Есина Марина Игоревна, Беагон Роман Яковлевич, Темкин Владимир Леонидович, Хасдан Изабелла Борисовна, Грублите Кристина Юозо, Грищенко Дмитрий Сергеевич, Никишкина Александра Олеговна.